# Përmet

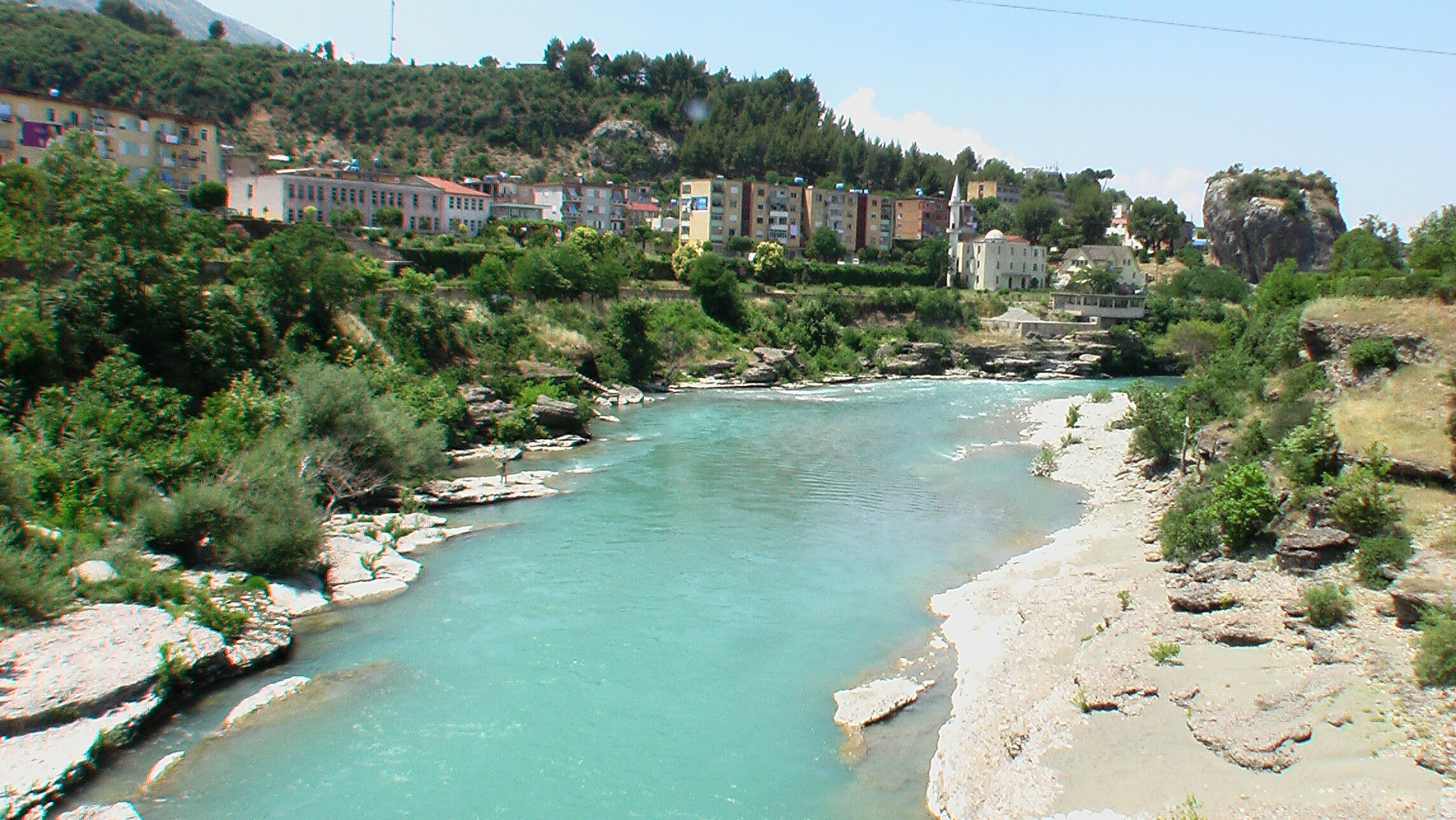
Përmet

Përmet este un oraș din Albania, capitala Districtului Përmet. Are o populație de circa 9.800 locuitori. Este recunoscut pentru bucătăria specifică, vinul tradițional și pentru rachiul local.

## Personalități născute aici
- Androkli Kostallari (1922 - 1992), lingvist.

1. ↑   http://www.visitpermet.org/permet/index.php/al/rrethi-i-permetit/histori-dhe-kulture Lipsește sau este vid: |title= (ajutor)